# Dariusz Niebudek
Dariusz Niebudek (ur. 11 czerwca 1966 w Kielcach) – polski aktor teatralny i filmowy, reżyser, wokalista, konferansjer.

## Notka zawodowa[2]
20 września 2010 roku w Chorzowskim Centrum Kultury obchodził Jubileusz 25-lecia pracy artystycznej i został uhonorowany przez Prezydenta Miasta Chorzowa Medalem im. Teodora Kalidego za osiągnięcia w dziedzinie kultury.
Rok 2010 to także moment otrzymania „Złotej Maski” za role Maxa Białystoka oraz Rogera de Bill w musicalu „Producenci” w Teatrze Rozrywki w Chorzowie.
Dariusz Niebudek jest również laureatem nagrody ZASP dla Młodych Aktorów im. Leny Starke oraz Nagrody Wojewody Katowickiego dla Młodych Twórców.
Szerokiej publiczności znany z telewizji TVS, gdzie był gospodarzem „Listy Śląskich Szlagierów”, a także współprowadzącym programy „Okno na południe” oraz „Wakacje z TVS”. Prowadził także teleturniej pt. „Fajniste Fafloki” emitowany w TVP3 Katowice. Widzom zapadł w pamięć także jako słynny barman z reklamy piwa Warka „Uznanie na Śląsku” z Jerzym Dudkiem, jak również zabawny pan Janeczek w „serialu” reklam Polbanku. Na szklanym ekranie obecny jest także w wielu serialach. Współpracuje również z rozgłośniami radiowymi, studiami dubbingowymi oraz z Wydziałem Radia i Telewizji Uniwersytetu Śląskiego, gdzie chętnie uczestniczy w projektach początkujących twórców.
Dariusz Niebudek jest aktorem wszechstronnym, a wieloletnie doświadczenie sceniczne, aktorskie, kabaretowe oraz umiejętności wokalne pozwoliły na rozwinięcie działalności również w dziedzinie pracy estradowej. Jako konferansjer z wielkim powodzeniem prowadzi eventy firmowe, imprezy promocyjne, plenerowe, pikniki czy bale. Brał udział w Śląskich Urodzinach Kazimierza Kutza w Teatrze Rozrywki, a w grudniu każdego roku uczestniczy w Obchodach Pacyfikacji Kopalni Wujek w Katowicach.
Dodatkowym atutem Dariusza Niebudka jest umiejętność perfekcyjnego posługiwania się gwarą śląską, a także góralską oraz dialektem wschodnim.
Przygotowanie zawodowe – Eksternistyczny Egzamin Aktorski – Aktor Dramatu, 1995 rok.

## Teatr

### Reżyseria
- Operetka „W krainie muzyki”, premiera – Centrum Kultury Katowice, 2016
- Operetka „Orfeusz w piekle”, Teatr Artecreatura, 2015
- Spektakl „Swing – komedia bardzo erotyczna”, premiera – Teatr Muzyczny w Poznaniu, 2015
- Musical „Bricklin – samochodowa fantazja”, Old Timers Garage w Katowicach, 2014

## Role teatralne[3]
Współpracuje z takimi teatrami jak: Teatr Rozrywki w Chorzowie, Teatr Dramatyczny w Warszawie, Teatr Wielki w Poznaniu, Teatr Nowy w Zabrzu, Gliwicki Teatr Muzyczny, Teatr Polski w Bielsku-Białej, Teatr Korez w Katowicach oraz z licznymi teatrami offowymi.
Ma na swym koncie:
- 40 ról musicalowych
- 2 role operowe / operetkowe
- 45 ról dramatycznych
- 6 spektakli zagranych w gwarze śląskiej

## Filmografia

### Filmy i seriale
- Serial „Na Wspólnej" (mecenas Andrzej Zakościelny), reż. Aleksandra Zielińska, Katarzyna Wideńska, od 2021[4]

- Serial „Dwoje we troje” (rolnik, klient banku) (odc.29), reż. Tomasz Konecki, 2016
- Film fabularny „Jestem mordercą” (mąż ofiary na torach), reż. Maciej Pieprzyca, 2016
- Film fabularny „Klub włóczykijów i tajemnica dziadka Hieronima” (Sokół), reż. Tomasz Szafrański, 2015
- Serial „Barwy szczęścia” (Marian Janicki) (odc. 1081), reż. Jacek Gąsiorowski, 2014
- Etiuda „Gorzko” (kierownik restauracji), reż. Michał Wawrzecki, 2014
- Film krótkometrażowy „Pogrzebiny” (szef), reż. Wojciech Stupnicki, 2014
- Serial „Prawo Agaty” (księgowy), reż. Filip Zylber (odc. 66), 2014
- Serial „Przeznaczenie” (Rafał), reż. Mariusz Palej, 2009
- Serial „Majka” (współpracownik Gustawa), reż. Jarosław Banaszek, 2009
- Serial „Klan” (Ławecki), reż. Jakub Ruciński, Ryszard Dreger, 2009/2010
- Etiuda „Supremax” (Szef), reż. Wojciech Stupnicki, 2008
- Serial „Naznaczony” (strażnik więzienny), reż. Tomasz Szafrański, 2008
- Serial „Wydział zabójstw” (Wojciech Szaniawski), reż. Wojciech Rawecki, 2008
- Film „Drzazgi” (mechanik Jarek), reż. Maciej Pieprzyca, 2008
- Serial „Katastrofy górnicze. Bielszowice” (Darek Forma), reż. Eliza Kowalewska, 2008
- Serial „Święta wojna” (Prezes GKS Katowice), reż. Dariusz Goczał, 2008
- Serial „Święta wojna” (Pichlok), reż. Dariusz Goczał, 2007
- Serial „Warto kochać” (Kowalik – operator kamery), reż. Jacek Sarnacki, 2007
- Serial „Pitbull” (Pierwszy Policjant), reż. Xawery Żuławski, 2007
- Serial „Fala zbrodni” (Prokurator Skurski), reż. Filip Zylber, 2007
- Serial „Egzamin z życia” (Dyrektor Desy), reż. Waldemar Krzystek, 2007
- Serial „Pierwsza miłość” (Czesław), reż. Paweł Chmielewski, 2007
- Film fabularny „Kryminalni: Misja śląska” (Zenon Zych), reż. Maciej Pieprzyca, 2006
- Serial „Kryminalni” – Zenon Zych (odc. 42 i 43), 2006
- Serial dokumentalny „Wielkie ucieczki” (Oficer WOP), reż. Radosław Dunaszewski, 2006
- Film „Ostatnie zdjęcie” (Gangster), reż. Jan Matuszyński, 2005
- Film (gat. groteska) „Mama” (Robert), reż. Tomasz Szafrański, 2002
- Serial „Święta wojna” (Marek), reż. Dariusz Goczał, 2001
- Etiuda „Zazdrość” (Lekarz), reż. Tomasz Szafrański, 2001
- Etiuda „Dół” (Listonosz), reż. Grzegorz Madej, 2000

### Programy telewizyjne
- Gość programu „Muzyczny kącik Damiana Holeckiego” (TVS) – 2016
- Gospodarz koncertu zespołu „Antyki” pt. „Śląsk – serca kawałek” (TVP Katowice) – 2012
- Gość programu „Między Ziemią a Niebem” (TVP1) – 2011
- Gospodarz widowiska „Śląski Fajer” (TV Trwam) – 2010
- Samodzielny gospodarz „Listy Śląskich Szlagierów” (TV Silesia) – 2008–2010
- Współprowadzący program „Wakacje z TVS” (TV Silesia) – 2008
- Współprowadzący program śniadaniowy „Okno na południe” (TV Silesia) – 2008
- Samodzielny gospodarz teleturnieju „Fajniste Fafloki” (TVP3) – 2006/2007
- „Prima Aprilis z Telewizją Katowice (TVP3) – 2007
- „Śląska Laba” (TVP2)
- „Niedziela w Bytkowie” (TVP3)
- „Jubileusz Jana Pietrzaka” (Polsat)
- „Wesołe scenki z Górnego Śląska, czyli antologia humoru śląskiego” (TVP3)

### Dubbing
- „Księga ksiąg”, reż. Jerzy Makselon – 2016
- „Marmaduke-pies na fali”, reż. Miriam Aleksandrowicz – 2010
- „Noc w muzeum 2”, reż. Miriam Aleksandrowicz – 2009
- „Szóstka w pracy”, reż. Miriam Aleksandrowicz – 2008
- „Odlotowe agentki”, reż. Ireneusz Załóg:
  - Terence Lewis (odc. 76-79, 81, 83, 96-97),
  - rudowłosy chłopak (odc. 82),
  - jeden z członków załogi Agencjotanica (odc. 86),
  - Brett (odc. 87),
  - Lorenzo (odc. 88),
  - chłopak w Hollywood (odc. 88),
  - Wickfield (odc. 89),
  - Rod Bentley (odc. 91),
  - chłopak z długimi blond włosami (odc. 93),
  - jeden z pracowników fabryki (odc. 93),
  - jeden z mężczyzn uciekających przed powodzią lodów (odc. 93),
  - Barry (odc. 93),
  - sędzia na targach naukowych (odc. 98),
  - jeden z fanów Sam (odc. 98),
  - jeden z fanów Priscilli (odc. 98),
  - właściciel restauracji Barbecue (odc. 100),
  - jeden z uczniów (odc. 101)

### Reklamy
- Polbank EFG – cykl reklam 2008/2009
- Warka – „Uznanie na Śląsku” 2005
- Fortis Bank – dwie reklamy „Marian zadzwonił” 2004
- Cukierki „Odra” – 1992

## Nagrody
- Wyróżnienie aktorskie za rolę Jasia w spektaklu „Jasiu albo polish joke” na XIV Festiwalu Dramaturgii Współczesnej „Rzeczywistość przedstawiona" – 2014
- Nagroda „Anioł DKMS” – Dariusz Niebudek został ambasadorem Fundacji DKMS – 2012
- Wyróżnienie Burmistrza Bukowna „Serce dla Bukowna” – 2012
- Statuetka „Hanysa” przyznawana przez Kabaret RAK za propagowanie śląskiej kultury i tradycji – 2011
- „Medal im. Teodora Kalidego” za osiągnięcia w dziedzinie kultury – 2010
- „Złota Maska” za rolę Rogera de Bill i Maxa Bialystoka w spektaklu „Producenci” – 2010
- Nagroda Wojewody Katowickiego dla Młodych Twórców – 1998
- Nagroda ZASP dla Młodych Aktorów im. Leny Starke – 1997
- „Srebrny Samowar” (solo) na Festiwalu Piosenki Radzieckiej w Zielonej Górze – 1986
- „Brązowy Samowar” (w kwartecie WDK Kielce) na Festiwalu Piosenki Radzieckiej w Zielonej Górze – 1985
- I nagroda w kategorii solistów na festiwalu Piosenki Czeskiej i Słowackiej w Ustroniu – 1985